# Martin Sušnik
Martin Sušnik, slovenski tenorist, * 17. julij 1981, Sydney, Avstralija.
Je član opernega ansambla SNG Maribor. 

## Življenjepis
Je akademski glasbenik solo pevec in profesor solo petja z diplomo "Suma cum laude". Solo petje je študiral na ljubljanski Akademiji za glasbo pri profesorici Piji Brodnik. V času študija je prejel študentsko Prešernovo nagrado in Svečano listino Univerze v Ljubljani. Največ nastopa na opernih odrih, izvaja pa tudi sakralna dela, kot na primer Requiem (W. A. Mozart), Janezov Pasion (J. S. Bach) in mnoge maše različnih skladateljev.
Deluje kot tenorist liričnega tenorskega opernega in koncertnega repertoarja in je poznan slovenski, hrvaški, italijanski in avstrijski publiki. Je član solističnega ansambla Opere in baleta SNG Maribor, redno nastopa tudi v HNK Zagreb, Split in Reka. Predstavil se je tudi na prestižnem festivalu Verdi v Bussetu leta 2018, večkrat je že sodeloval tudi s Teatrom Verdi v Trstu. 
Njegov repertoar obsega naslednje vloge:
Tamino, Die Zauberflöte (W. A. Mozart);
Don Ottavio, Don Giovanni (W. A. Mozart);
Belmonte, Die Entführung aus dem Serail (W. A. Mozart);
Il Conte d'Almaviva, Il barbiere di Siviglia (G. Rossini);
Lindoro, L'italiana in Algeri (G. Rossini);
Elvino, La Sonnambula (V. Bellini);
Nemorino, L'elisir d'amore (G. Donizetti);
Ernesto, Don Pasquale (G. Donizetti);
Alfredo Germont, La Traviata (G. Verdi);
Duca, Rigoletto (G. Verdi);
Eduardo di Sanval, Un giorno di regno (G. Verdi);
Rinuccio, Gianni Schicchi (G. Puccini);
Rodolfo, La boheme (G. Puccini);
Pong, Turandot (G. Puccini);
Nick, La fanciulla del West (G. Puccini);
Lensky, Evgenij Onjegin (P. I. Čajkovski);
Loge, Das Rheingold (R. Wagner);